# 斯卡特里島
52°36.45′N 9°31.9′W / 52.60750°N 9.5317°W

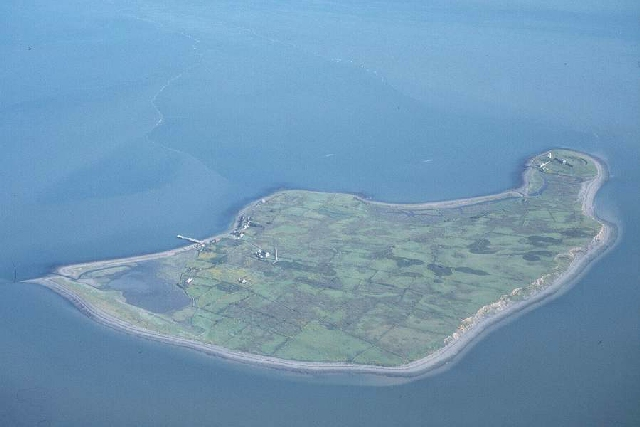

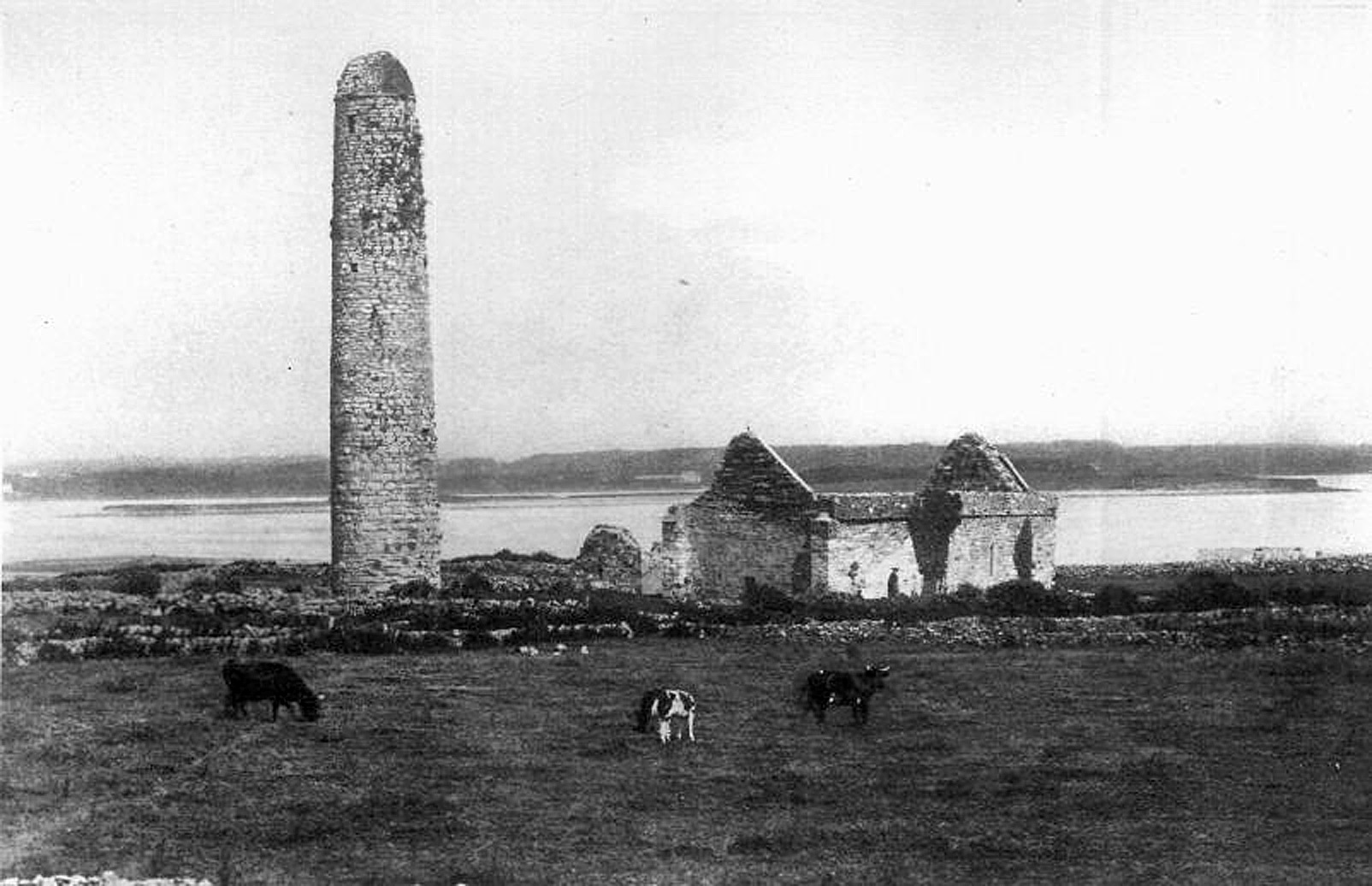

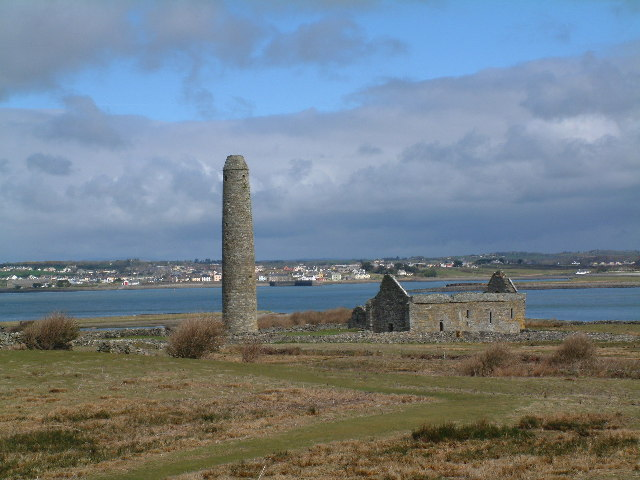

斯卡特里島是愛爾蘭的島嶼，位於大西洋海域，由克萊爾郡負責管轄，長1.6公里、寬0.7公里，面積0.76平方公里，最高點海拔高度14米，島上無人居住。